# Venezillo jamaicensis
Venezillo jamaicensis is een pissebed uit de familie Armadillidae. De wetenschappelijke naam van de soort is voor het eerst geldig gepubliceerd in 1912 door Richardson.